# Mali Gradac
Mali Gradac falu Horvátországban, Sziszek-Monoszló megyében. Közigazgatásilag Glinához tartozik.

## Fekvése
Sziszek városától légvonalban 26, közúton 38 km-re délnyugatra, községközpontjától légvonalban 12, közúton 16 km-re délkeletre, a Zrinyi-hegység északi lejtőin, a Bručina-patak mentén fekszik.

## Története
Területe már a vaskorban is lakott volt, ezt bizonyítja a határában található történelem előtti vár maradványa. Az itt talált római kori leletek igazolják, hogy a várat a rómaiak is használták a közelében haladó út ellenőrzésére. Ennek az útnak is több maradványa található a település közelében. A 14. században a környék birtokosai a Babonićok voltak. A közeli Srednji Gradac várának építtetői is ők lehettek. Helyzetük 1335-ben változott meg drámaian, amikor Babonić István fegyvert fogott Károly Róbert király ellen és kegyvesztett lett, birtokait elveszítette. A birtokokat a család másik ága a Blagay család vette át, akik még újabbakat is szereztek mellé. A 15. század második felében török seregek hatoltak be nagy pusztítást végezve a Kulpa és az Una közötti térségben. A támadások 1491-ben és 1493-ban is megismétlődtek. 1493. szeptember 9-én a korbávmezei csatában szétverték a bán vezette horvát sereget. Srednji Gradac várát és uradalmát a 15. század végén Frangepán Márton a zágrábi káptalannak ajándékozta. A káptalan ezután kezdett hozzá a falu feletti Gornji Gradac építéséhez, mely a 16. század elején fejeződött be. 1539-ben és 1542-ben még a török támadások kezdete előtt súlyosan megsérült a Zrínyiek és a zágrábi püspökség közötti összecsapásokban. A romos vár ezután komoly védelmi szerepet nem játszott, valószínűleg a 16. század végén a keresztény erők visszavonásakor a bécsi haditanács rendeletére teljesen lerombolták.
A horvát szábor a 17. század folyamán nagy gondot fordított a Kulpa és az Una közötti terület védelmére és megerősítésére. A sikeres védelmi harcok következtében 1689-re a határ visszatért az Una folyóhoz. A környék számos településéhez hasonlóan a 17. század vége felé népesült be Boszniából menekült pravoszlávokkal. 1696-ban a szábor a bánt tette meg a Kulpa és az Una közötti határvédő erők parancsnokává, melyet hosszas huzavona után 1704-ben a bécsi udvar is elfogadott. Ezzel létrejött a Báni végvidék (horvátul Banovina), mely katonai határőrvidék része lett. 1745-ben megalakult a Glina központú első báni ezred, melynek fennhatósága alá ez a vidék is tartozott. 1830-ban felépítették a falu pravoszláv templomát. 1881-ben megszűnt a katonai közigazgatás és Zágráb vármegye Glinai járásának része lett. A falunak 1857-ben 1078, 1910-ben 878 lakosa volt. 1918-ban az új szerb-horvát-szlovén állam, majd később Jugoszlávia része lett. A második világháború idején a Független Horvát Állam része volt, de szerb lakossága felkelt a fasiszta horvát hatalom ellen. 1941 októberében a faluba benyomuló usztasa erők templomával együtt felgyújtották. A falu 1991. június 25-én a független Horvátország része lett, de szerb lakói a Krajinai Szerb Köztársasághoz csatlakoztak. A falut 1995. augusztus 8-án a Vihar hadművelettel foglalta vissza a horvát hadsereg. A lakosság elmenekült, de később több, főként idős ember visszatért. A településnek 2011-ben 143 lakosa volt, akik mezőgazdasággal és állattartással foglalkoztak.

## Népesség
| Lakosság változása | Lakosság változása | Lakosság változása | Lakosság változása | Lakosság változása | Lakosság változása | Lakosság változása | Lakosság változása | Lakosság változása | Lakosság változása | Lakosság változása | Lakosság változása | Lakosság változása | Lakosság változása | Lakosság változása | Lakosság változása |
| ------------------ | ------------------ | ------------------ | ------------------ | ------------------ | ------------------ | ------------------ | ------------------ | ------------------ | ------------------ | ------------------ | ------------------ | ------------------ | ------------------ | ------------------ | ------------------ |
| 1857               | 1869               | 1880               | 1890               | 1900               | 1910               | 1921               | 1931               | 1948               | 1953               | 1961               | 1971               | 1981               | 1991               | 2001               | 2011               |
| 1.078              | 1.330              | 1.282              | 1.553              | 739                | 878                | 596                | 820                | 689                | 680                | 644                | 570                | 442                | 391                | 166                | 143                |

(1890-ig Momčilova Kosa és Trnovac Glinski lakosságával együtt)

## Nevezetességei
- Szent Miklós tiszteletére szentelt pravoszláv parochiális temploma a mai iskola épületének a helyén állt. A templomot 1830-ban építették. 1941 októberében a falut megszálló usztasák felgyújtották, majd a háború után 1947-ben a kommunista hatóságok teljesen lerombolták. 1949-ben a helyére építették fel a falu iskoláját. Egyhajós épület volt, homlokzata felett emelkedett a karcsú harangtorony.
- Krkovići nevű településrészén a Bručina-patak feletti magaslaton a pravoszláv temető végében középkori vár maradványai találhatók. A korabeli német forrásokban Ober Gradacznak, később horvátul Gornji Gradacnak nevezett várból két féltorony, egy hengeres védőtorony és a hozzájuk kapcsolódó falak maradványai láthatók. A várról nem maradt fenn ábrázolás, ezért külsejét csak elképzelni lehet. Ennek alapján leginkább Gvozdansko várával mutat hasonlóságot. Alapfalai, védőtornyai kőből épültek, míg a várpalota fából készült, ezért nyoma nem maradt. Mali Gradac vára későbbi a térség várainál. Építésének előzményeként a közeli Srednji Gradac várát és uradalmát a 15. század végén Frangepán Márton a zágrábi káptalannak ajándékozta. A káptalan ezután kezdett hozzá Gornji Gradac építéséhez. Az építkezés a 16. század elején is tartott. 1505-ben Baratin püspök a gradaci birtokok tizedét is a káptalannak adta a vár befejezése érdekében. Az alig elkészült vár 1539-ben és 1542-ben még a török betörések kezdete előtt megsérült a Zrínyiek és a zágrábi püspökség közötti összecsapásokban. 1563-ban Lenkovich Iván uszkók főkapitány jelentésében, melyet a bécsi udvarnak írt a végvárak állapotáról romosnak, de nem teljesen leromboltnak mondja. Mire 1696-ban a Kulpától délre eső területről kiverték a törököt a várat már nem említik, tehát már nem számoltak vele a határvédelmi rendszer részeként.
- A falu feletti 349 méteres magaslaton találhatók Budim vaskori várának eddig feltáratlan maradványai. A vár a Pannon síkság és Banija közötti forgalmat ellenőrizte. A várnak kevés felszíni nyoma (az egykori földsáncok nyomai) maradt, de területén számos, a kora és a késő vaskorból származó régészeti lelet került elő. A leletek között cseréptöredékek, téglák, vastárgyak, ólomcsövek, rézpénzek kerültek elő, melyeket nagyrészt a 19. század végén itt kutató Vjekoslav Dukić tanító és a helybeliek találtak. Dukić római kori leletekről is beszámol. Ez alapján feltételezik, hogy az erődítmény kapcsolatban lehetett a Topuszka környékén létezett Ad Fines római városával.
- Ókori út és épületmaradványok
- Drekići településrészen két régi malom a Bručinán.
- A II. világháború áldozatainak emlékműve (alkotó: M. Krković 1985.)
- A népi építészet védett emlékei a 32, 40, 42, 49, 54, 56, 57, 58, 60, 61, 66, 87, 89, 99, 113, 133 és 179 számok alatt.